# 有机钙化学
有机钙化学是研究碳-钙键的化合物的化学分支。
金属钙和卤代烃反应，可以得到RCaX，在反应中通常会先加入碘、镁或将钙制成汞齐来活化。用氯代烃和溴代烃反应的产率都较低。用二烃基汞和钙反应，可以得到二烃基钙：
Ca + R2Hg —THF→ R2Ca + Hg
烯丙基钾和碘化钙在四氢呋喃中25℃下反应，可以得到Ca(C3H5)2。碳化钙（CaC2）和环戊二烯在液氨等胺类溶剂中反应，可以得到二茂钙。